# F2G (航空機)
F2G
飛行するXF2G-1(BuNo.14691)
(1945年撮影)
- 用途：戦闘機
- 分類：艦上戦闘機
- 製造者：グッドイヤー・エアクラフト社
- 運用者： アメリカ海軍
- 初飛行：・1944年5月31日（試作機）
　　　　・1945年7月15日（量産機）
- 生産数：試作機4＋5　生産機10
- 生産開始：1944年
- 運用開始：1944年
- 退役：1948年／2012年[注釈 1]
- 運用状況：未就役／引退[注釈 1]
- 原型機：FG コルセア

F2G （Goodyear F2G）は、グッドイヤー社が第二次世界大戦中にアメリカ海軍向けに開発した艦上戦闘機である。
同社が生産を請け負っていた、F4Uコルセア艦上戦闘機のライセンス生産型であるFGの改良型であり、F4Uの発展型として開発が進められたが、試作及び先行量産のみで本格的な生産・配備はされなかった。
公式なものではないがスーパーコルセア（Super Corsair：“高性能のコルセア”の意）の愛称でも呼ばれる。

## 概要
チャンス・ヴォート社により開発され1942年よりアメリカ海軍や海兵隊に導入されたF4U戦闘機は、高空性能は優秀であったものの、低速での失速特性が悪く、上昇率も高いものではないため低空での格闘空戦が苦手である、前下方視界が不充分なため、航空母艦搭載機としての運用に難がある(そのため、初期は海兵隊により地上機としてのみ運用された)、といった問題を抱えていた。日本軍機との戦闘は主に低空域で行われることから、F4Uが艦上機としての運用が行われるようになった後も、制空／防空戦闘機としての任務は同時に採用されたF6F ヘルキャットが担っており、F4Uは戦闘爆撃機としての任務が主体であった。アメリカ海軍当局としてはF6FはあくまでF4Uの“保険”であり、F4Uへの主力艦上戦闘機としての期待は強く、F4Uの欠点を是正した改良型が望まれた。
1943年には3,000馬力級の出力を持つ大馬力エンジンであるプラット・アンド・ホイットニー R-4360 空冷星型28気筒エンジンの実用化に成功したこともあり、これをF4Uに搭載して高性能化を図る計画が立案された。同年5月からはプラット・アンド・ホイットニー社で実作業が開始され、エンジンを換装した実験試作機、F4U-1WMは同年9月には初飛行に成功、その後の試験は大きな問題なく進行し、これを受けてF4Uのエンジンを換装した強化改良型の開発が決定した。
しかし、F4Uの開発メーカーであるチャンス・ヴォート社は開戦以来各種機体の生産と新型機の開発で手一杯であり、F4Uの改良に廻す余裕を持てないのが実情であった。そのため、海軍当局はF4Uの生産を請け負っているブルースター・エアロノーティカル社とグッドイヤー・エアクラフト社に改良型の開発を行わせる計画を立案した。2社のうち、ブルースターは他にも機体の生産と開発を行なっているために新規開発と生産の余裕がない上、ブルースターが生産したF4U(F3A)には品質面での問題が発生していたため、グッドイヤーが設計・生産担当として選定された。
F4U-1WMに倣ってFG-1（F4U-1のグッドイヤー社生産型）を改造した試作機、"XF2G"を用いた各種テストの結果、上昇率は優秀であったものの、エンジンの換装によって期待された速度の向上は予想以下であった。原型機でも問題となった大馬力エンジンによるエンジントルクの大きさから来る方向安定性の不足は同様に重大であった上、F4Uの大きな問題とされた“コクピットから前の部分が長すぎ、コクピットが主翼中央よりも後ろにあるために前下方視界が激しく制限される(従って航空母艦への離着艦に難がある)”という点はそのままであり、艦上機としての実用性には変わらぬ問題を抱えていた。
これらに対する対策として垂直尾翼を大型化する等の部分改良を加えた機体が設計され、これがF2Gとしての正式な生産型として承認され発注されたものの、そもそもの開発目的であった“F4Uの欠点を是正した改良発展型”としては「問題なき実用化までには更なる開発の継続が必要である」との評価がなされた。
グッドイヤー社では、F2Gの発展型として二重反転プロペラの採用及び主翼と胴体および尾翼の全面的な改設計を行った事実上の新規設計機のプランを提案したが、“低高度での空戦能力に優れた艦上戦闘機”としてはグラマン社が1944年にはF8F"ベアキャット"を完成させており、また、 R-4360エンジン搭載の大馬力戦闘機としても1944年にはボーイング社の開発したXF8Bが完成していたため、本機の必要性は薄いものとなっていた。更に、アメリカ海軍では既に次世代の艦上戦闘機としてジェット機の開発を進めており、現行機以上に高性能なレシプロ戦闘機の開発と装備を進めることには消極的な姿勢を取りつつあった。結局、これ以上の発展型の開発については海軍当局の積極的な賛同が得られず、開発計画は第2次世界大戦の終結を理由としてキャンセルされた。
製造されたF2Gは戦後いくつかのテストに用いられた後、民間に払い下げられ、レーサー機として用いられた。2020年現在でも数機が静態 / 動態保存機として現存している。

## 開発
F2Gの開発にあたっては、海軍の要請によりまずは既存のF4U-1の中で旧型の“バード・ケージ”形のキャノピーを持つ機体のエンジンをそのままR-4360に交換した実験試作機、F4U-1WMが1943年5月よりプラット・アンド・ホイットニー社で製作され、同年の7月から8月にかけてエンジンとプロペラの換装作業が行われ、機首形状を大きく変更することなくエンジンを換装できることが確認された。その後のテストにより、地上駐機状態での重量バランスに問題がないことも確認され、1943年9月6日には最初の地上走行試験が行われ、9月12日には初飛行に成功した。
前述の試作試験機のデータと実機の提供を受けたグッドイヤー社ではさっそく委託生産中のF4U-1（FG-1）を改造した試作機の製作を開始し、1944年3月には正式に海軍と契約が結ばれ、F4Uにならって陸上機型と艦上機型の2種を開発し、まずは陸上機型の生産・導入を先行することとして、試作機の初飛行を待たず、418機の陸上型と10機の艦上機型を製造する計画で発注が行われた。
最初に、FG-1の機体をそのままにエンジンをP&W R-4360に換装してカウリングを延長した機体と、FG-1のエンジンはそのままに“タートル・デッキ”形の機体背面形状を盛り上がりのないフラットな形状とし、キャノピーを涙滴形のものに変更した機体が製作され、各2機ずつ、総計4機の試作機が製作された。エンジン換装型は1944年5月31日に初飛行し、XF2Gとして 両者の比較が行われた。
比較試験の結果、エンジンを変更した機体は大馬力になった分の性能向上は見られたが、速度性能の向上そのものは期待されたほどではなく、機体形状を変更した機体にはエンジンがそのままであったにもかかわらず速度性能や旋回性能等の向上が見られた。これらの結果を受けて、機体形状をフラット形・涙滴形キャノピーに変更したものにR-4360エンジンを搭載した機体が生産機とされることに決定した。
改造試作機のテスト結果を受け、先行量産型XF2G-1では機首長を原型機と同一にするためにエンジン位置をやや後ろに変更すると共に、エンジントルクによる安定性の悪さを是正するための垂直尾翼形状の変更と補助方向舵を設置する設計修正が行われ、更に本格量産型ではキャブレターの過熱問題に対処するためにキャブレターインテークが拡大されている。

## 生産・運用
1945年までに先行量産型10機が完成し、1945年よりは本格量産型として手動の主翼折畳機構を持つ陸上型のF2G-1と、油圧式主翼折畳機構を持ち、着艦拘束フックを装備すると共に1フィート短いプロペラブレードを装備する艦上機型のF2G-2の生産が開始された。本格生産の開始に当たり、当初の発注は変更されて艦上機型を最優先に生産するとされ、F2Gの生産初号機は1945年7月15日に完成して初飛行したが、計画の中止により、1945年の秋までに、-1、-2、各5機の計10機が生産されたのみに終わった。
F2Gは部隊配備がなされておらず、実戦には投入されていない。少数の生産機は戦後に各種のテストに用いられ、海軍の記録上では1948年まで試験機として在籍している。事故による喪失のほかスクラップとされたケース、標的として処分とされたケースもあり、最終的に残った6機が民間に払い下げられた。
払い下げられた各機体はエアレーサーとして様々な改造を施されて用いられ、数々の栄冠や記録を残している。

## 機体構成
F2Gは基本的にはF4Uと同一の機体ではあるが、エンジンはP&W R-4360（星型7気筒4列（総28気筒）3,000馬力）に換装されている。これはF4Uに搭載されたP&W R-2800の2,000馬力と比較し大幅に強化された。XF2G-1のうちBuNo.14693号機には水メタノール噴射装置を備えたR-4630-4Wが搭載されている。
原型機の問題であった前下方視界の不良を抑えるため、機首を延長することなくより全長の長いエンジンを搭載するために、後方にある主燃料タンクが小型化されており、それを補うためにXF2G-1よりは主翼内に50ないし55ガロンの容量の燃料タンクが増設されている。エンジンの換装に伴い機首上部中程にキャブレターインテークが設置されており、これはF4Uとの大きな外観上の変更点である。インテークは何種類かの形状が試作されて比較検討されたが、最終的にはカウリングとほぼ一体化した小型のものに集約されている。
胴体上部は原型のF4U(FG-1)の特徴であった“タートルデッキ形”と呼ばれる、キャノピー後縁から垂直尾翼までの間が盛り上がっている形状から、涙滴型のキャノピーに変更したストレート型となっており、先行量産型のXF2G-1からはエンジントルク増加に対応するために垂直尾翼が縦方向に12インチ延長され、方向舵の下部を補助方向舵として独立して動作する構造としている。補助方向舵はフラップ（高揚力装置）を30度以上下げる、もしくは降着装置を下ろした際には右側に12.5度偏向し、トルクを相殺して直進性を補助する機構となっていた。
武装面に関してはF4Uから大きな変更はなされていないが、主翼内には前述のように燃料タンクを増設しており、その関係上固定武装はF4Uより減少され、主翼内のAN/M2 12.7mm機銃6丁のうち最外部の2丁を撤去して4丁に減備している。制空／迎撃戦闘機としてF4Uより改良された機体ではあるが、戦闘爆撃機としての能力は変わらず保持しており、固定武装の他には2発の500ポンドまたは800ポンド爆弾、もしくは8発の5インチロケット弾を搭載できる。

## 各型

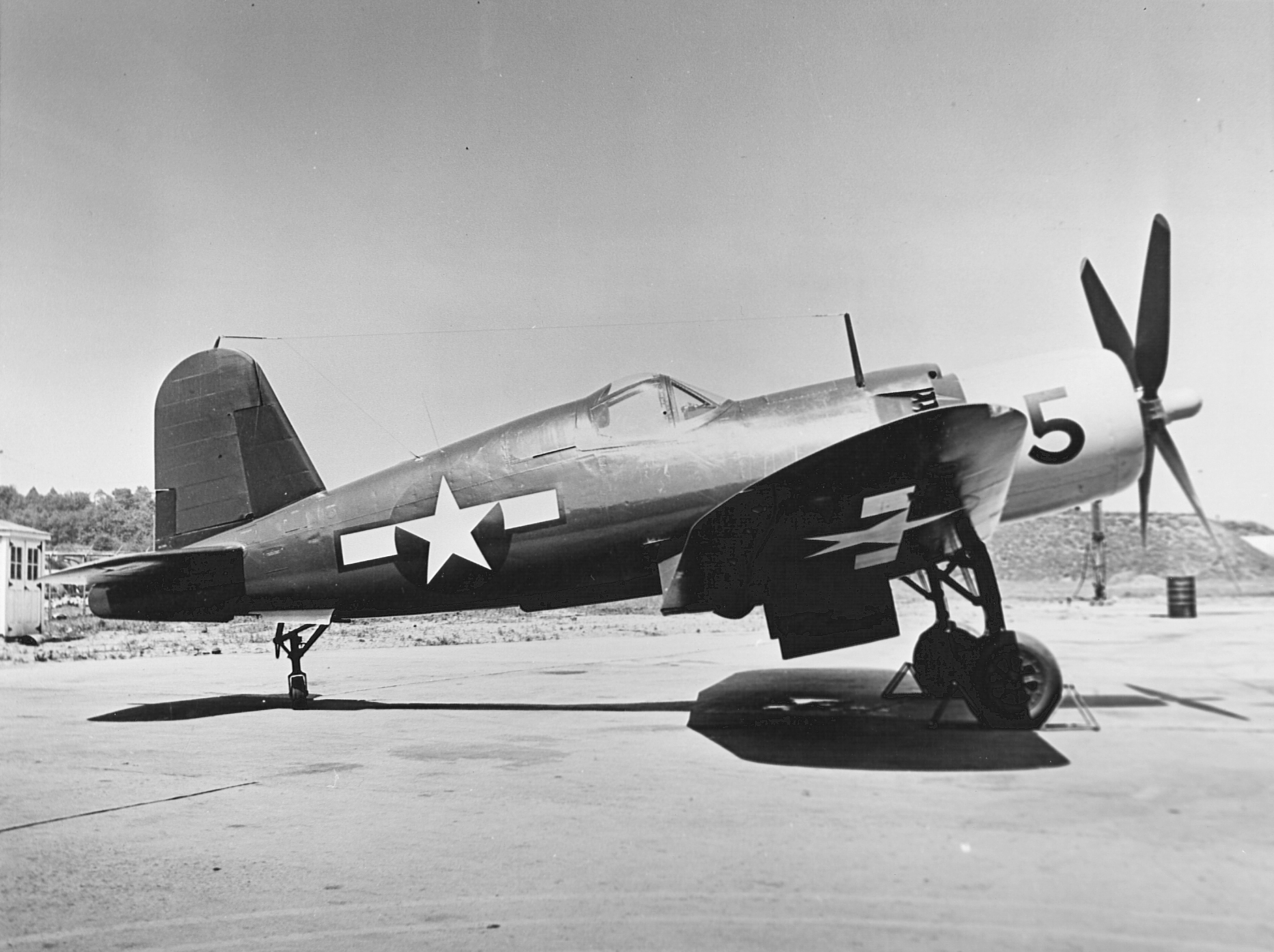
XF2G(BuNo.13471)
胴体と垂直尾翼の形状が原型のFG-1と同一の、エンジンのみを換装した機体
1944年の撮影

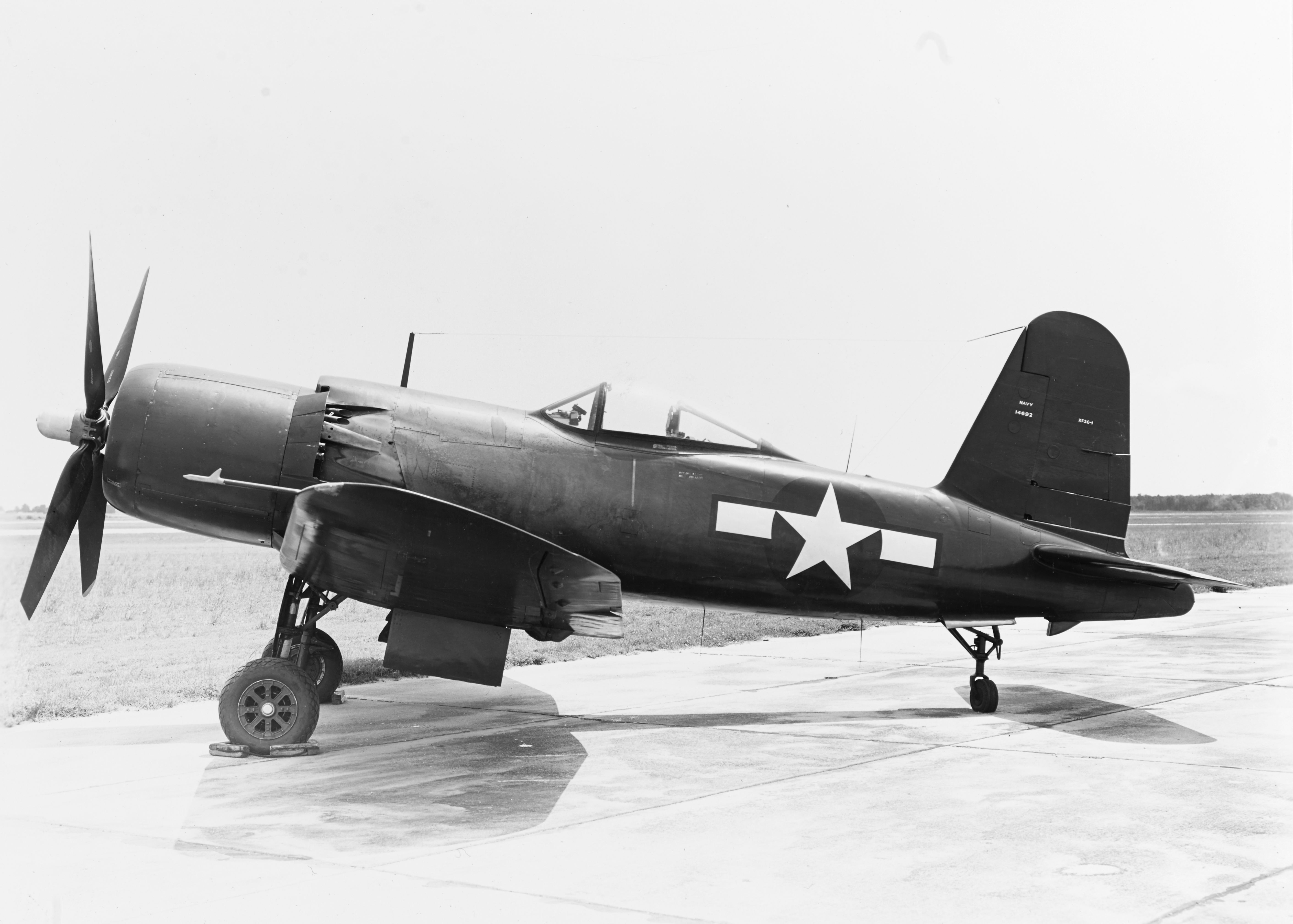
XF2G-1(BuNo.14692)
1945年7月21日撮影
当機は1945年12月12日に墜落事故で失われた

XF2G
(BuNo.13471/13472/14091/14092)
FG-1(F4U-1)を改装して製作された試験試作機。4翔プロペラのエンジン換装型2機、3翔プロペラの機体形状変更型2機の計4機製作。試作1号機(BuNo.13471)のエンジンはXF2G-1 先行量産型の1号機(BuNo.14691)に転用された。
XF2G-1
(BuNo.14691 - 14695)
XF2Gの結果を踏まえて設計を改修した試作型および先行量産型。垂直尾翼が拡大され、方向舵を2分割式として補助方向舵を装備。プロペラは4翔型。量産3号機以降はキャブレターインテークが拡張され機首上面形が異なる。総計5機生産。
- - 製造時からF2Gとして製造された機体である最初の機体(BuNo.14691)は"XF2G-1W"とも呼ばれる[3]。

F2G-1
(BuNo.88454 - 88458)
主翼の自動折畳機構他の装備のない陸上機型。5機生産。
F2G-1D
-1型を改修した戦闘爆撃機型。-1型のテストの過程で数機が改修された。
F2G-2
(BuNo.88459 - 88463)
油圧による自動主翼折り畳み機構、着艦拘束フック等を装備した艦上機型。5機生産。
F2G-3
F2Gの開発結果を受けてグッドイヤー社により提案された拡大発展型の仮呼称。「F3G」とも。提案のみ。

## 要目
- 全長：10.3 m
- 全高：4.9 m
- 全幅：12.5 m
- 翼面積：29 m2
- 翼面荷重：208 kg/m2
- 空虚重量：10,249 ld (4,649 kg)
  - 通常離陸重量：13,346 lb (6,054 kg)
  - 最大離陸重量：15,422 lb (6,995 kg)
- エンジン：P&W R-4360-4“ワスプメジャー”28気筒（7気筒4列）星型レシプロエンジン（3,000馬力(2,200 kW)）1基
- 出力重量比：0.22 hp/lb (370 W/kg)
- 最大速度：694 km/h（高度5,000 m）
- 実用上昇限度：38,800 ft (11,800 m)
- 上昇率：5,120 ft/min (26 m/s)
- 最大航続距離：1,699 nm(3,146 km)＊増槽装着時
- 武装：12.7 mmブローニングAN/M2機銃 4挺
5インチ ロケット弾 8発　もしくは 爆弾 最大1,600 lb（726 kg）
- 乗員：1名

## 現存する機体
2012年の時点においては4機が現存し、うち2機が現役のレーサーとして飛行していたが、そのうち1機は2012年9月に事故で失われ、もう1機も2013年にはレーサーとしては引退して動態保存機とされている。静態保存の1機は米国ワシントン州 シアトル郊外の航空博物館・ミュージアム・オブ・フライト で静態保存され、残り1機はパーツの状態で保管されている。
| 型名   | 番号                             | 機体写真 | 国名     | 所有者                                           | 公開状況 | 状態             | 備考 |
| ------ | -------------------------------- | -------- | -------- | ------------------------------------------------ | -------- | ---------------- | --- |
| F2G-1  | BuNo.14693 N5590N                |          | アメリカ | クローフォード自動航空博物館                     | 非公開   | 部品として保管中 | 払い下げられた後、トンプソントロフィーレースに出場。1955年からは左記施設が所有。 |
| F2G-1  | BuNo.88454 NX4324                |          | アメリカ | ミュージアム・オブ・フライト                     | 公開     | 静態展示         | 1945年に米海軍に納入された。短かった海軍在籍期間のほとんどは 海軍航空試験センターでの試験飛行であった。その後バージニア州ノーフォークの倉庫に収められた為、米海軍機としての飛行時間はわずか246時間だった。 本機は2003年にダグ・チャンプリン氏のほかのコレクションとともに ミュージアム・オブ・フライトが取得した。 |
| F2G-1  | BuNo.88458 6167 N5588N “Race#57” |          | アメリカ | ローレンス・クラシック社 (Lawrence Classics LLC) | 公開     | 飛行可能         | 現在レース機としては引退し、アーカンソー州の企業により動態保存機として管理されている。 |
| その他 |                                  |          |          |                                                  |          |                  | |
| F2G-1  | BuNo.88457 NX5588N “Race#84”     |          | アメリカ | 不詳                                             | 破壊     | 不詳             | 本機は1947年9月にオハイオ州クリーブランドで行われたトンプソン・トロフィーレース中に墜落し、パイロットのトニー・ジョナッゾ氏(Tony Janazzo)も死亡した。 |
| F2G-2  | BuNo.88643 N5577N “Race#74”      |          | アメリカ | N/A                                              | N/A      | N/A              | 本機は2012年9月7日にノースダコタ州バーンズ郡のバレーシティ国際空港において、航空ショーのリハーサル中に墜落して全損し、パイロットのボブ・オデガード氏(Bob Odegaard)も死亡した。 |

## 登場作品
- 『War Thunder』

アメリカのランクIV戦闘機として「F2G-1」が登場。武装は12.7mm M2 ブローニングx6となっている。
- 『World of Warplanes』

アメリカのTier8マルチロール機として「F2G」が登場。機体は初期状態では「F4U-1WM」としてタートルバック形のものに、最終状態では「F2G-1」としてストレート形のバブルキャノピータイプになっている。武装は20 mm M2もしくは20 mm M3 機関砲x4となっている。